# 学校法人城南学園

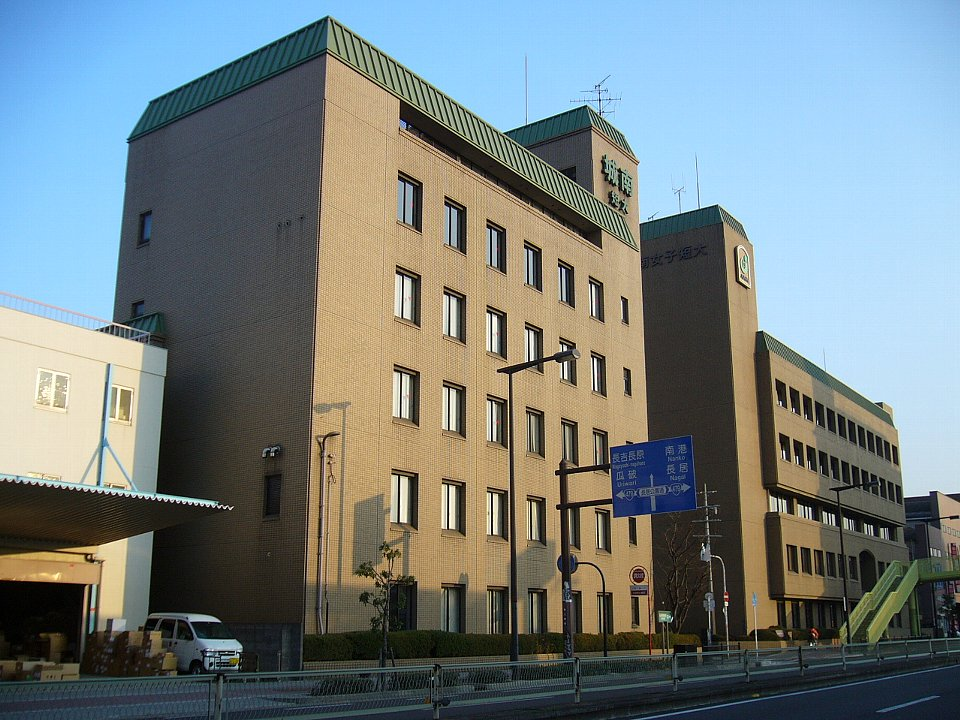
大阪城南女子短期大学（2007年2月）

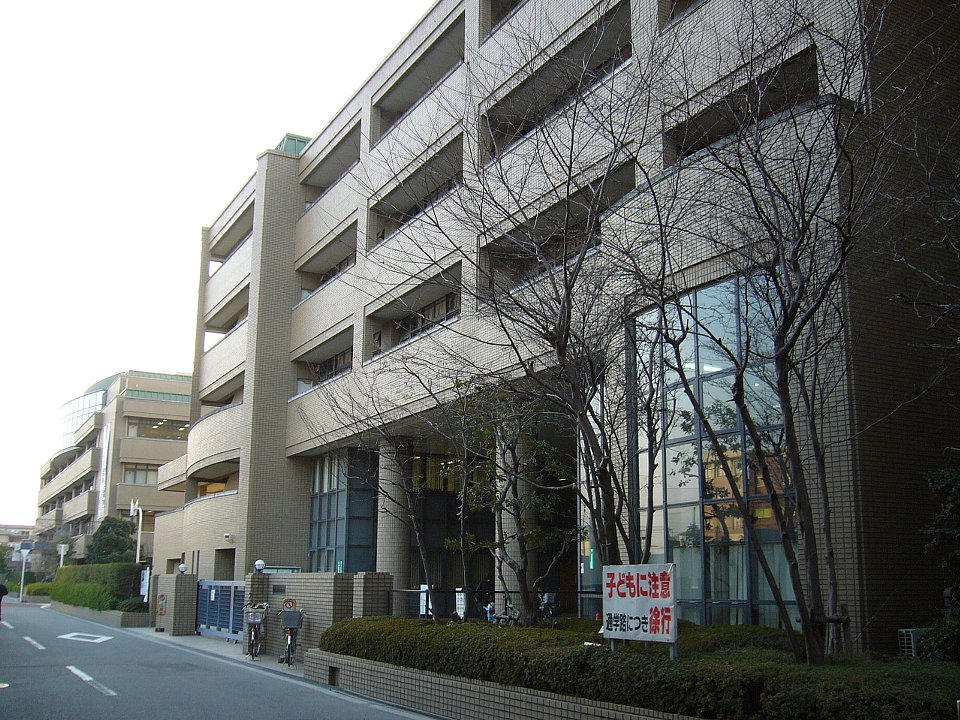
手前が城南学園幼稚園・小学校
奥が城南学園中学校・高等学校

城南学園（じょうなんがくえん）は、大阪府大阪市東住吉区に所在する学校法人。以下の大学・短期大学・高等学校・中学校・小学校・幼稚園・保育所を運営している。
- 大阪総合保育大学（共学）
- 大阪総合保育大学短期大学部（共学） ※2025年4月、大阪城南女子短期大学から改称（共学へ移行）。
- 城南学園中学校・高等学校（女子校）
- 城南学園小学校（共学）
- 城南学園幼稚園（共学）

## ギャラリー
- 城南学園事務所
- 大阪城南女子短期大学
- 大阪城南女子短期大学第三学舎
- 城南学園大阪総合保育大学・大学院
- 城南学園総合体育館
- 城南学園の幼稚園と小学校の共有入口
- 城南学園幼稚園南側
- 城南学園保育園
- 城南学園各舎の配置図